# Nissum Bredning
El Nissum Bredning es una laguna costera o laguna litoral, perteneciente al Limfjorden danés, que une el mar del Norte con el Venø Bugt, con este último a través del estrecho de Oddesund.